# Chuang Chuaj
Chuang Chuaj (čínsky pchin-jinem Huáng Huái, znaky zjednodušené 黄淮, tradiční 黄淮, 1367–1449) byl politik mingské Číny. Zastával funkci velkého sekretáře v érách Jung-le, Chung-si a Süan-te v letech 1402–1414 a 1424–1427.

## Jméno
Chuang Chuaj používal zdvořilostní jméno Cung-jü (čínsky pchin-jinem Zōngyù, znaky 宗豫) a pseudonym Ťie-an (čínsky pchin-jinem Jièān, znaky 介庵).

## Život
Chuang Chuaj pocházel z Če-ťiangu, konkrétně z okresu Jung-ťia (v prefektuře Wen-čou). Od roku 1395 studoval v Státní univerzitě v Nankingu, hlavním městě čínské říše Ming. Roku 1397 složil úřednické zkoušky a získal hodnost ťin-š’.
V srpnu 1402 ho císař Jung-le jmenoval jedním z velkých sekretářů, císařových osobních tajemníků, přičemž roku 1402 byl krátce prvním velkým sekretářem. Roku 1414 císař Jung-le vytáhl proti Mongolům, pověřil vládou následníka trůnu Ču Kao-čch’a. Mladší bratr následníka Ču Kao-sü se pokusil vytlačit bratra ze správy státu, Chuang Chuaj a jeho kolega Jang Š'-čchi se postavili na stranu následníka a doplatili na to. Byli obviněni z narušení dvorského ceremoniálu a uvězněni. Jang se dokázal ospravedlnit a vrátil se do úřadu, Chuang však zůstal ve vězení deset let. Po smrti císaře Jung-leho byl osvobozen a na tři roky se vrátil na své staré místo.